# 체스 월드컵
FIDE 월드컵은 국제 체스 연맹인 FIDE가 주관하는 주요 체스 대회이다.

## 역사
세 가지 다른 형식이 사용되었다.
- 2000년과 2002년에는 4개 그룹 24명 선수로 구성된 녹아웃 스테이지로 이루어진 다단계 토너먼트였다.
- 2005년부터 2019년까지는 격년(2년마다)으로 열리는 128명 선수 단일 제거 토너먼트로, 세계 체스 선수권 대회의 예선 일부였다.
- 2021년 대회부터 현재까지 참가 선수 수가 206명으로 늘어났다. 1라운드에는 부전승 시스템이 사용되며, 2라운드부터는 이전 시스템과 동일한 형식이다.

### 유사한 이름의 토너먼트
FIDE가 체스 월드컵을 도입하기 전, 분리된 그랜드마스터 협회(GMA)는 1988~1989년에 'GMA 월드컵'이라고 명명한 6개 토너먼트를 개최했다. 참가자들은 상위권 그랜드마스터였으며, 각 라운드는 '그랑프리'라고 불리는 대규모 라운드 로빈 토너먼트였다. 이들은 GMA의 주력 토너먼트로 간주되었지만, 1990년대 초 협회가 점차 붕괴되면서 폐지되었다.

## FIDE 월드컵 (2000~2002)
2000년과 2002년에 국제 체스 연맹인 FIDE는 각각 "제1회 체스 월드컵"과 "제2회 체스 월드컵"을 개최했다. 이들은 주요 토너먼트였지만, 세계 체스 선수권 대회와 직접적인 연관은 없었다. 2000년과 2002년 대회 모두 인도의 비스와나탄 아난드가 우승했다.

### 우승자
| 연도 | 날짜          | 개최지             | 참가 선수 | 우승자            | 준우승            | 3위                                      | 4위                                      |
| ---- | ------------- | ------------------ | --------- | ----------------- | ----------------- | ---------------------------------------- | ---------------------------------------- |
| 2000 | 9월 1일–13일  | 선양(중국)         | 24        | 비스와나탄 아난드 | 예브게니 바레예프 | 보리스 겔판드, 질베르투 밀로스           | 보리스 겔판드, 질베르투 밀로스           |
| 2002 | 10월 9일–22일 | 하이데라바드(인도) | 24        | 비스와나탄 아난드 | 루스탐 카심자노프 | 알렉산데르 벨랴프스키, 알렉세이 드레예프 | 알렉산데르 벨랴프스키, 알렉세이 드레예프 |

두 대회 모두 6명씩 4개 그룹으로 구성된 라운드 로빈 스테이지로 시작되었다. 각 그룹 상위 2명은 8명 단일 제거 브래킷에 배정되었다.

## FIDE 월드컵 (2005년~현재)
2005년부터는 같은 이름의 다른 대회가 세계 체스 선수권 대회 주기의 일부가 되었다. 이 대회는 2년마다 개최된다. 이것은 128명 참가자의 녹아웃 토너먼트로, 1992년에서 1994년 사이의 틸뷔르흐 토너먼트 또는 1998년, 1999년, 2000년, 2002년, 2004년 FIDE 세계 선수권 대회와 같은 방식이다.
이 대회는 2005년, 2007년, 2009년, 2011년에 한티만시스크에서 개최되었으며, 이후 FIDE는 이전 월드컵에 대한 입찰을 포함하는 올림피아드 입찰을 선호한다. 2015년 월드컵 결승전 동안, 주요 주최자는 "우리는 올림피아드 개최권을 얻었고, 추가 행사로 월드컵을 받았다"고 언급했다.
2005년 체스 월드컵은 2007년 세계 체스 선수권 대회의 도전자 결정 토너먼트에 10명의 선수를 진출시켰다. 그 이후로 모든 월드컵은 도전자 결정 토너먼트에 1명에서 3명의 선수를 진출시켰다.
두 명의 월드컵 예선 통과자 (2009년의 보리스 겔판드와 2015년의 세르게이 카랴킨)는 다음 도전자 결정 토너먼트에서 우승하여 각각 2012년과 2016년 세계 선수권 대회 경기에 출전했다.

### 형식
2005년부터는 128명의 선수가 7개 라운드의 "미니 매치"로 구성된 단일 제거 형식으로 진행되었는데, 각 미니 매치는 2경기이며 필요 시 속기와 번개 바둑 타이브레이크가 이어진다. 결승전은 보통 타이브레이크가 시작되기 전에 4경기를 진행한다. 2015년부터는 준결승전 전과 결승전 전에 추가 휴식일이 새로 추가되었다.
일부 비판은 대회 일정이 너무 길고(26일), 특히 대부분의 선수들이 끝나기 한참 전에 떠난다는 점에서 일정에 대한 비판이 제기되었다. 따라서 피로가 중요한 역할을 하며, 일부 선수들은 타이브레이크를 피하여 에너지를 절약하려 하지만, 다른 선수들은 (명시적이든 암묵적이든) 2개의 긴 경기에서 짧은 무승부를 만들고 타이브레이크에서 승자를 결정하는 데 "동의"한다. 전체적으로 실력 있는 선수들이 더 많은 기회를 가지지만, 이 시스템은 누가 살아남을지에 대한 대부분의 복권이라는 평가가 많다. 두 선수가 이미 도전자 결정 토너먼트에 진출한 4라운드 결승전의 허탈함도 비판받았다.

### 우승자
"Qual"은 도전자 결정 토너먼트에 진출하는 선수 수를 나타낸다 (녹색 배경으로 표시). 예를 들어, 2015년에는 상위 2명이 2016년 도전자 결정 토너먼트에 진출했다. 2021년에는 세르게이 카랴킨이 월드컵을 통해 2022년 도전자 결정 토너먼트에 진출했지만, 이후 러시아의 우크라이나 침공을 지지하는 발언으로 실격되었다. 2023년에는 상위 3명만 진출할 예정이었으나, 망누스 칼센이 도전자 결정전에 불참하여 4위인 니잣 아바소프도 진출하게 되었다.
| 연도 | 날짜                  | 개최지               | 참가 선수 | Qual. | 우승자              | 준우승              | 3위                                       | 4위                                       |
| ---- | --------------------- | -------------------- | --------- | ----- | ------------------- | ------------------- | ----------------------------------------- | ----------------------------------------- |
| 2005 | 11월 27일 – 12월 17일 | 한티만시스크, 러시아 | 128       | 10    | 레본 아로니안       | 루슬란 포노마료프   | 에티엔 바크로                             | 알렉산데르 그리추크                       |
| 2007 | 11월 24일 – 12월 16일 | 한티만시스크, 러시아 | 128       | 1     | 가타 캄스키         | 알렉세이 시로프     | 망누스 칼센 및 세르게이 카랴킨            | 망누스 칼센 및 세르게이 카랴킨            |
| 2009 | 11월 20일 – 12월 14일 | 한티만시스크, 러시아 | 128       | 1     | 보리스 겔판드       | 루슬란 포노마료프   | 세르게이 카랴킨 및 블라디미르 말라호프    | 세르게이 카랴킨 및 블라디미르 말라호프    |
| 2011 | 8월 26일 – 9월 21일   | 한티만시스크, 러시아 | 128       | 3     | 페테르 스비들레르   | 알렉산데르 그리추크 | 바실리 이반추크                           | 루슬란 포노마료프                         |
| 2013 | 8월 10일 – 9월 4일    | 트롬쇠, 노르웨이     | 128       | 2     | 블라디미르 크람니크 | 드미트리 안드레이킨 | 예브게니 토마솁스키 및 막심 바셰-라그라브 | 예브게니 토마솁스키 및 막심 바셰-라그라브 |
| 2015 | 9월 10일 – 10월 5일   | 바쿠, 아제르바이잔   | 128       | 2     | 세르게이 카랴킨     | 페테르 스비들레르   | 아니쉬 기리 및 파벨 엘랴노프              | 아니쉬 기리 및 파벨 엘랴노프              |
| 2017 | 9월 2일–27일          | 트빌리시, 조지아     | 128       | 2     | 레본 아로니안       | 딩리런              | 웨슬리 소 및 막심 바셰-라그라브           | 웨슬리 소 및 막심 바셰-라그라브           |
| 2019 | 9월 9일 – 10월 4일    | 한티만시스크, 러시아 | 128       | 2     | 테이무어 라자보프   | 딩리런              | 막심 바셰-라그라브                        | 유 양이                                   |
| 2021 | 7월 12일 – 8월 6일    | 소치, 러시아         | 206       | 2     | 얀-크시슈토프 두다  | 세르게이 카랴킨     | 망누스 칼센                               | 블라디미르 페도세예프                     |
| 2023 | 7월 29일 – 8월 25일   | 바쿠, 아제르바이잔   | 206       | 3     | 망누스 칼센         | R 프라그나난다      | 파비아노 카루아나                         | 니잣 아바소프                             |
| 2025 | 10월 31일 – 11월 27일 | 미정, 인도           | 206       | 3     | 미정                | 미정                | 미정                                      | 미정                                      |

2005년 이후 모든 토너먼트는 위에 설명된 형식과 같이 단일 제거 형식으로 진행되었다.

## 같이 보기
- 여자 체스 월드컵
- 세계 여자 체스 선수권 대회, 이전에는 비슷한 형식(녹아웃), 하지만 64명의 선수만으로 진행되었다.
- FIDE 그랑프리, 도전자 결정전에 진출하는 또 다른 방법
- 틀:체스
- 틀:월드컵